# تونینو سورنتینو
تونینو سورنتینو (انگلیسی: Tonino Sorrentino؛ زادهٔ ۱۲ مارس ۱۹۸۵) بازیکن فوتبال اهل ایتالیا است.
از باشگاه‌هایی که در آن بازی کرده‌است می‌توان به باشگاه فوتبال پروجا، باشگاه فوتبال پارما، و باشگاه فوتبال آولینو اشاره کرد.